# Saxetania dehbidi
Saxetania dehbidi är en insektsart som först beskrevs av Vitaly Michailovitsh Dirsh 1952.  Saxetania dehbidi ingår i släktet Saxetania och familjen Pamphagidae. Inga underarter finns listade i Catalogue of Life.